# Victory Boogie Woogie
Victory Boogie Woogie is een onvoltooid schilderij van de Nederlandse kunstschilder Piet Mondriaan (1872-1944), vervaardigd te New York tussen juni 1942 en januari 1944.
Het schilderij is het laatste werk van Piet Mondriaan voor hij stierf op 1 februari 1944 in New York.

## Situering
Victory Boogie Woogie is geschilderd in olieverf en papier op canvas met afmetingen 127 bij 127 cm en met een verticale as van 179 cm. Het werk is voornamelijk geschilderd in de drie primaire kleuren blauw, geel en rood met verder wit, grijs en zwart, opgesplitst in vlakken, vlakjes en blokjes. Het wit wordt afgewisseld door grijzen, het blauw door donkerblauwe blokjes die bijna zwarte accenten lijken, en het geel op een paar markante plaatsen door gebroken gelen. Ook het rood wordt gevarieerd, hoewel dit minder in het oog springt. Elke zwarte lijn is uit het werk verdwenen. 
Volgens sommige beschouwingen heeft Mondriaan met het werk uitdrukking proberen te geven aan  het dynamische tempo en het bruisende levensritme van de grote stad New York. De haast door elkaar dansende kleuren en de dynamiek van het opengebroken netwerk van de lijnen zouden hier blijk van geven.
De titel Victory Boogie Woogie is niet van Mondriaan zelf. Wel is bekend dat hij dit werk zag als een tweede Boogie Woogie (na het eerdere werk Broadway Boogie Woogie) en dat hij ook wel sprak over een Victory. Tijdens zijn leven noemde Mondriaan het werk dan ook afwisselend ‘Victory-painting’, ‘Boogie Woogie painting’ of ‘Diamond’. De titel is waarschijnlijk postuum aan het werk gegeven door kunsthandelaar Francis Valentine Dudensing, aan wie Mondriaan het werk had beloofd.

## Aankoop
Victory Boogie Woogie werd in 1998 door een gift van De Nederlandsche Bank verworven door de Stichting Nationaal Fonds Kunstbezit en vervolgens geschonken aan de Staat der Nederlanden. De Nederlandsche Bank had een deel van de jaarwinst aan de stichting geschonken, ter gelegenheid van de afschaffing van de gulden en de introductie van de euro. Naar schatting ging het om een totaalbedrag van 116 miljoen gulden. Met dit gebaar wilde de directie van de bank afscheid nemen van de Nederlandse gulden, waarvoor de bank gedurende de periode 1814-2002 als betaalmiddel verantwoordelijk was geweest. 
Het schilderij werd destijds gekocht van eigenaar Samuel 'Si' Newhouse uit New York voor 40 miljoen dollar (omgerekend ca. € 58 miljoen in 2018). De Rijksdienst voor het Cultureel Erfgoed heeft het schilderij sindsdien in beheer en uitgeleend in langdurig bruikleen aan het Kunstmuseum Den Haag.
Rond de aankoop van Victory Boogie Woogie door De Nederlandsche Bank ontstond ophef. Zo was er kritiek op de hoge vraagprijs van het schilderij, dat met veertig miljoen dollar op dat moment behoorde tot de vijf duurste schilderijen ooit verhandeld. Over deze prijs had tevens geen formele onderhandeling plaatsgevonden. Ook het besluit van De Nederlandsche Bank om een deel van de winst te bestemmen voor een kunstfonds, dat daarmee indirect werd betaald door de Nederlandse belastingbetaler, kwam zowel de bank als toenmalig minister van Financiën Gerrit Zalm op kritiek te staan. In de Tweede Kamer werden Kamervragen gesteld over de geheime handelwijze door De Nederlandsche Bank en de minister. Een deel van de winst van De Nederlandsche Bank had immers zonder parlementaire inspraak en wettelijke controle door de Kamer een andere bestemming gekregen. Ook de Algemene Rekenkamer was in een rapport na onderzoek kritisch.

## Onderzoek
Tussen 4 en 8 september 2006 werd Victory Boogie Woogie uit zijn lijst gehaald voor onderzoek. Met moderne onderzoektechnieken zoals infrarood, uv-fluorescentie en röntgenstralen gingen Maarten van Bommel (ICN) en Hans Janssen (Kunstmuseum Den Haag) aan de slag en trachtte men de ontstaansgeschiedenis van het werk te achterhalen. Het hele proces was te volgen in een weblog bij de Volkskrant, geschreven door Hans Janssen. Onderzoekers drongen voor het eerst door tot het materiaalgebruik (zelfgeverfd cellofaan) en de onderlagen, waardoor ze zicht kregen op details die voor het blote oog onzichtbaar zijn.
Onderzoek door onder andere het Instituut Collectie Nederland te Rijswijk, wees uit dat het werk veel onsystematischer tot stand kwam dan was gedacht. Met name heeft Mondriaan veel gesleuteld aan de compositie van het werk en heeft hij regelmatig verf van het doek geschraapt. Hij zou daarbij het doek losgemaakt en weer vastgespijkerd hebben aan het houten raamwerk.

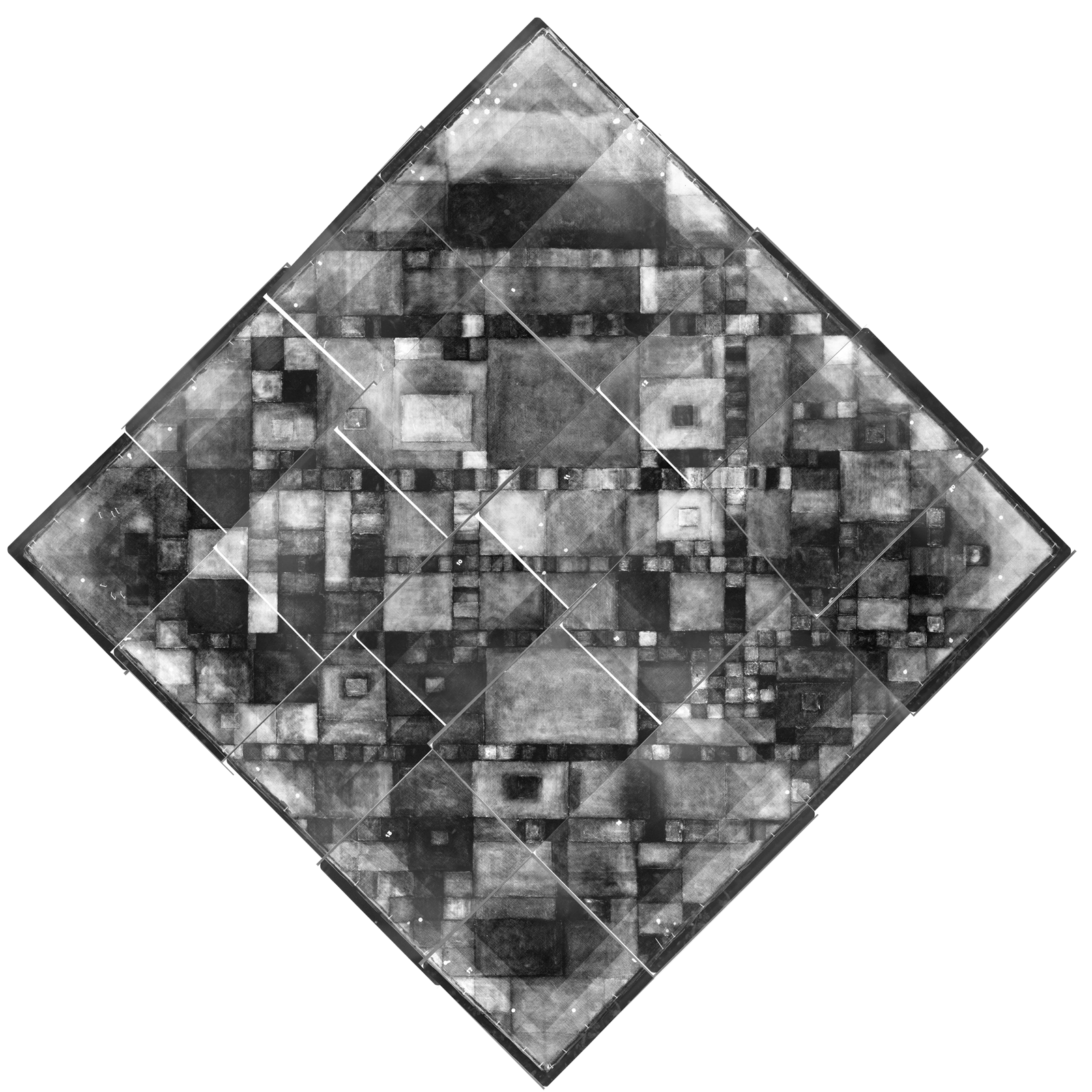
Röntgenfoto
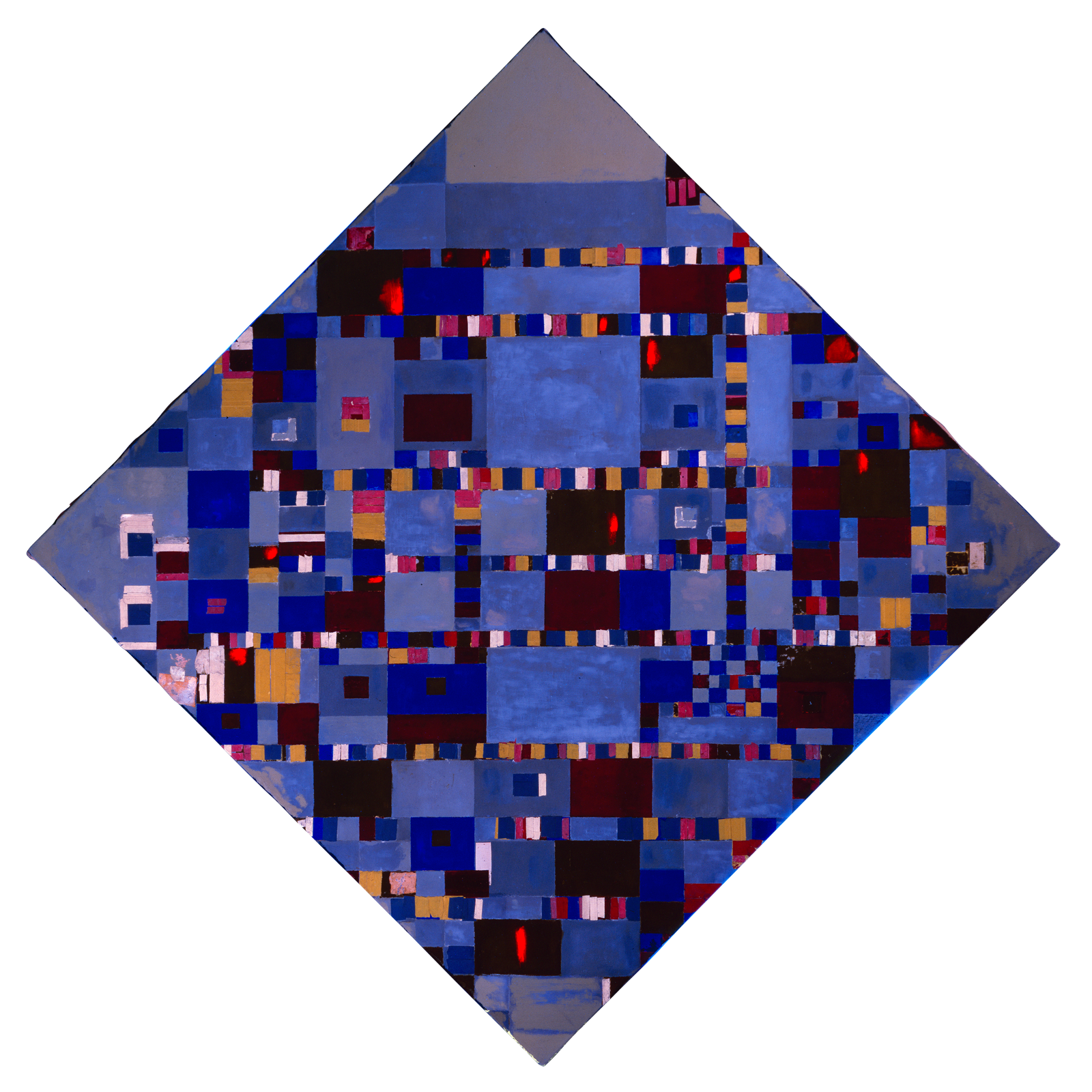
Foto onder UV-licht
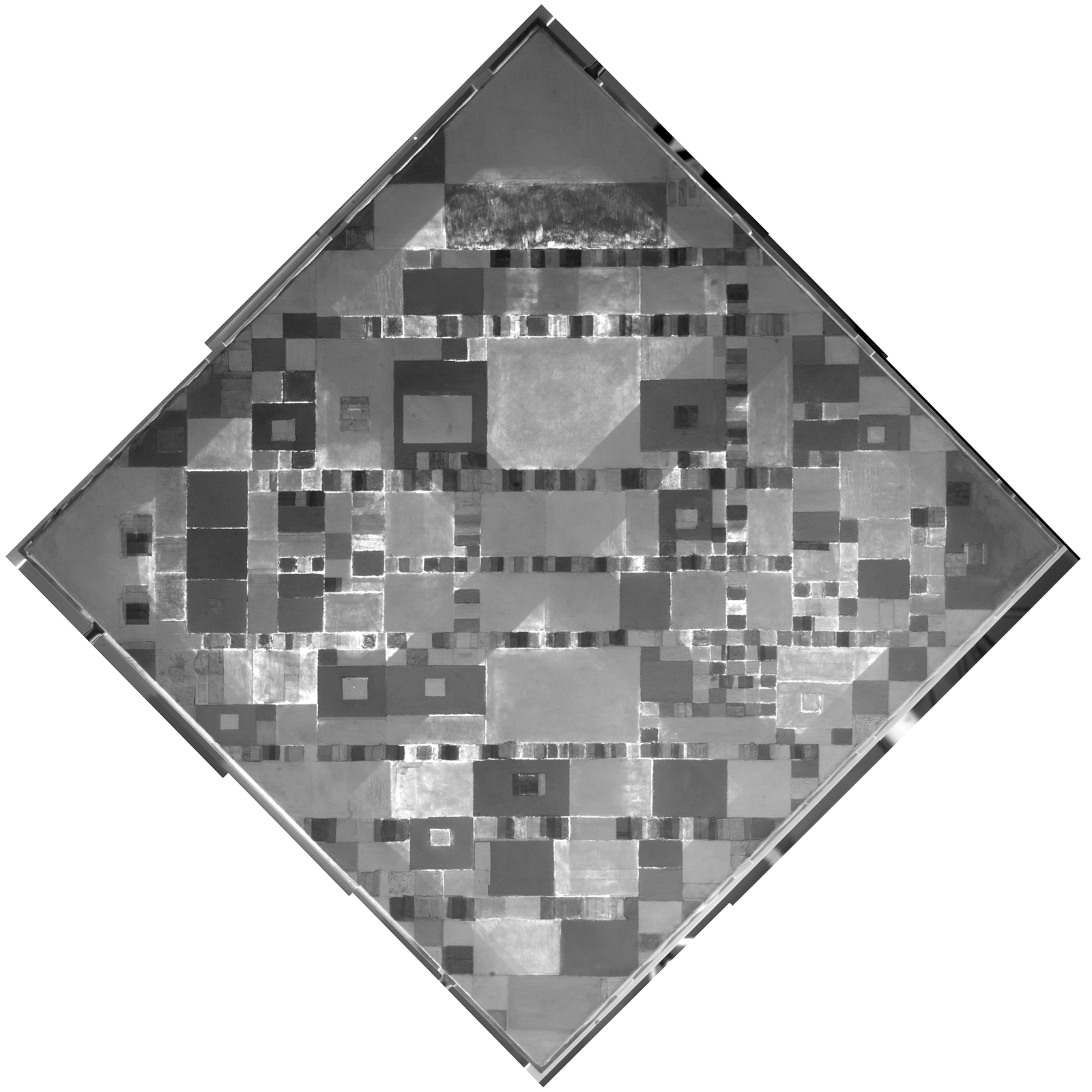
Opname met infrarood
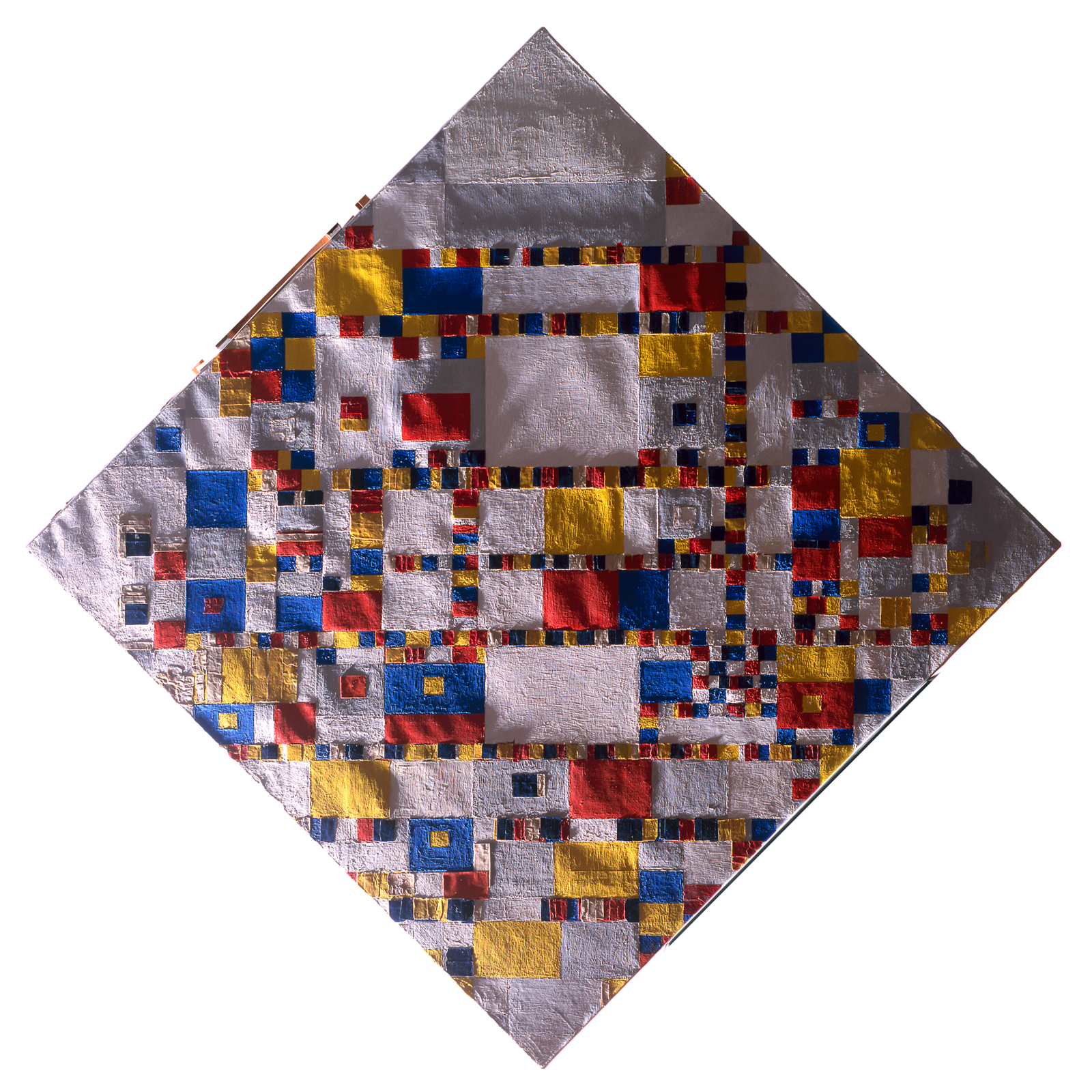
Foto met strijklicht

### Onderzoek, tweede fase
In maart 2007 vond in het Gemeentemuseum Den Haag (in 2019 werd de naam veranderd in Kunstmuseum Den Haag) de tweede fase van het onderzoek naar de Victory Boogie Woogie door middel van infrarood- en röntgentechniek plaats.
In augustus 2008 stelden onderzoekers van het Gemeentemuseum Den Haag dat de compositie van de grote vlakken in één keer is opgezet. Mondriaan zou echter veelvuldig wijzigingen in met tape afgebakende kleinere vlakken hebben aangebracht.

## Victory Boogie Woogie en Mondriaans tien laatste dagen
De bevindingen uit 2006 en 2007 kloppen met brieven en getuigenissen waaruit blijkt dat Mondriaan in de tien dagen voor zijn dood het werk nog grondig heeft aangepast, door veel contrastrijker te werken dan in zijn vroegere werk. In zijn necrologie zei Johnson Sweeney over Mondriaans worsteling met dit schilderij: "Drie dagen voordat hij naar het ziekenhuis werd gebracht was hij begonnen aan een drastische herziening van zijn nieuwste schilderij dat al praktisch klaar was om tentoongesteld te worden en waaraan hij niet minder dan negen maanden constant gewerkt had". Ook Charmion Von Wiegand is getroffen door de "radicale verandering" in Victory Boogie Woogie. Op 17 januari 1944 waren alle stroken plakband vrijwel verwijderd, maar "het zit nu weer helemaal vol kleine tapes en ziet eruit alsof Mondriaan er koortsachtig en heel intensief aan gewerkt heeft. Het heeft een meer dynamische kwaliteit gekregen en er lijken meer kleine vierkantjes van plakband in verschillende kleuren op te zijn aangebracht." Mondriaan had dus tussen 17 en 23 januari op het vrijwel voltooide werk opnieuw revisies aangebracht, "zich losgemaakt van al die rechte lijnen en het hele oppervlak opnieuw opengemaakt". In de vroege ochtend van 1 februari 1944 stierf Mondriaan, zijn laatste werk onvoltooid achterlatend.

## Epiloog
Het werk Victory Boogie Woogie is sinds 10 augustus 1998 te zien in het Gemeentemuseum Den Haag in Den Haag, tegenwoordig het Kunstmuseum Den Haag genoemd.
Dr. Hans Locher, directeur van het museum, stelde in deze periode dat:
de Victory Boogie Woogie een triomferend antwoord is op de Tweede Wereldoorlog. De beroemde Guernica van Picasso is gegroeid tot hét beeld van geweld en oorlogsslachtoffers in de twintigste eeuw. Welnu: de Victory Boogie Woogie van Mondriaan is hét beeld van de overwinning van levensvreugde en vrijheid.
Toenmalig staatssecretaris Rick van der Ploeg noemde het werk "De Nachtwacht van de twintigste eeuw".

## Tunnel
Het schilderij is de naamgever van de Victory Boogie Woogietunnel, een 1800 meter lange verkeerstunnel onder Voorburg-West die in februari 2021 opende. Rondom de tunnel komt kunst die op Mondriaan geïnspireerd is, naast archeologische vondsten uit de Romeinse tijd. Op deze plaats lag toen de stad Forum Hadriani.